# Meredith Ostrom
Pour les articles homonymes, voir Ostrom.
Meredith Ostrom, née le 18 février 1977 à New York, est un mannequin[réf. nécessaire] et une actrice américaine.

## Filmographie

### Actrice
- 2011 : Men Don't Lie : Miriam
- 2011 : Moving Target : Callas
- 2010 : The Prelude : Juliet
- 2010 : The Heavy : Amanda Mason
- 2009 : Boogie Woogie : Joany
- 2009 : Nine Miles Down : Susan
- 2008 : Once a Garden
- 2007 : Feel the Noise : Noelia
- 2006 : Factory Girl : Nico
- 2006 : Played : Nikki
- 2005 : Bizarre Love Triangle : Meredith
- 2005 : The Great New Wonderful : Anita
- 2005 : Naked in London : Callas
- 2004 : When Will I Be Loved : Meredith
- 2004 : Murder City : Inger (Nothing Sacred)
- 2003-2004 : Keen Eddie : Dominique (Pilot - Stewardess Keeping Up Appearances - Inciting Incident)
- 2003 : Love Actually
- 2002 : My Name Is Tanino : Melissa
- 2001 : R Xmas
- 2000 : Sex and the City : Lizzie (What Goes Around Comes Around)
- 1999 : Love Goggles : Em

### Productrice
- 2009 : Boogie Woogie
- 2005 : Whiskey School